# Игры богов
«Игры богов» (англ. Gods Behaving Badly, рус. Боги поступают плохо) — фильм режиссёра Марка Тёртлтауба по одноимённому роману Мари Филлипс. Премьера состоялась в 2013 году на Римском кинофестивале, но после этого картина не была показана ни в кинотеатрах, ни по телевидению, не выходила на дисках.

## Сюжет
Греческие боги, живущие в современном Нью-Йорке, вмешиваются в жизнь молодой пары.

## В ролях
| Актёр               | Роль      |
| ------------------- | --------- |
| Кристофер Уокен     | Зевс      |
| Джон Туртурро       | Аид       |
| Шэрон Стоун         | Афродита  |
| Алисия Сильверстоун | Кейт      |
| Оливер Платт        | Аполлон   |
| Уилл Свенсон        | Арес      |
| Эди Фалко           | Артемида  |
| Гидеон Глик         | Эрос      |
| Нелсан Эллис        | Дионис    |
| Генри Жебровский    | Гермес    |
| Рози Перес          | Персефона |
| Эбон Мосс-Бакрак    | Нил       |